# Sveto Letica
Sveto Letica (Podgora, 4. travnja 1926. – Split, 6. studenoga 2001.), nadimkom Barba, bio je hrvatski stožerni admiral i prvi zapovjednik Hrvatske ratne mornarice (1991. – 1996.). Kao mladić 1942. godine sudjelovao je u osnivanju partizanske mornarice u makarskom primorju te se u njenim redovima borio do kraja rata. Kasnije je proveo četrdeset godina u vojnoj službi, napredujući do najviših položaja u Jugoslavenskoj ratnoj mornarici. Reaktiviravši se prilikom izbijanja Domovinskog rata 1991., ustrojio je novu hrvatsku mornaricu kojom je uspješno zapovijedao u ratu protiv JRM, sukobivši se u bitkama u Splitskom i Korčulanskom kanalu i natjeravši ih na povlačenje iz hrvatskog dijela Jadrana. Kao ratni zapovjednik tijekom cijelog Domovinskog rata, jedina je osoba kojoj je ikad dodijeljen najviši čin stožernog admirala (admirala flote) u HRM.

## Vojna služba

### Drugi svjetski rat
Rođen je 1926. godine u obitelji Ante Letice (1897. – 1975.) i Perine Dean u Podgori pokraj Makarske. Od ostalih obitelji Letica u Podgori i okolici njegova se razlikovala po nadimku Petričev (Letica-Petričev). Tijekom talijanske okupacije Dalmacije u Drugom svjetskom ratu, Podgora i makarsko primorje su bili u tzv. drugoj okupacijskoj zoni, formalno u sastavu NDH, no pod stvarnom kontrolom Italije. Letica 1942. pristupa partizanima i sudjeluje u stvaranju partizanske mornarice. Stariji brat Petar Jure poginuo je u ratu. Od 1943. je raspoređen u mornarici NOVJ. U proljeće 1944. sudjeluje u mornaričkim operacijama oslobađanja dalmatinskih otoka i desantu na otok Pag. Kraj rata dočekuje u činu kapetana u 1. bataljonu mornaričkog pješaštva. 

### Mirnodopska služba
Godinu dana nakon završetka rata odlučuje graditi karijeru u ratnoj mornarici te je uslijedilo formalno mornaričko školovanje. U Divuljama je 1950. završio Mornaričku časničku školu, 1958. Vojnopomorsku časničku školu, a tri godine kasnije i Višu vojnopomorsku akademiju. Početkom šezdesetih u činu kapetana fregate bio je zapovjednik razarača R-22 Pula (en). Na toj dužnosti je kao zaštita 1961. pratio brod Galeb kojim je Tito putovao Mediteranom na svojoj afričkoj turneji. U Beogradu 15. srpnja 1968. diplomira u XIII klasi Ratne škole kao 12. u generaciji. Tijekom trideset godina provedenih u Jugoslavenskoj ratnoj mornarici (1946. – 1976.) bio je na položajima zapovjednika postrojbi razarača, graničnih brodova, raketnih i torpednih čamaca te na koncu cijele flote (kontraadmiral od 1974). Imenovan je načelnikom Stožera Komande Vojnopomorske oblasti u Splitu 1976. Tri godine kasnije promaknut je u čin viceadmirala. 1983. raspoređen je na svoju posljednju aktivnu dužnost, položaj zamjenika načelnika Generalštaba JNA za ratnu mornaricu. Umirovljen je u činu viceadmirala dana 10. lipnja 1986. U rujnu iste godine, za dan mornarice, retroaktivno je promaknut u čin admirala s danom važenja 1. ožujka 1986. (po pravilniku o promaknućima boraca NOB-a), ↓a kao jedan od dotada samo osam časnika JRM koji su postigli taj čin.
Nakon umirovljenja bio je kritičan prema strukturama JNA i njihovom vezivanju uz srbijansko vodstvo. Za Dan mornarice 1988., zabrinut Miloševićevim nacionalizmom, prosvjedovao je vojnom vrhu otvorenim pismom. Zbog tog istupa bila mu je oduzeta mirovina. Nekoliko dana nakon što je Savez Komunista Hrvatske odlučio uvesti višestranačku demokraciju i raspisati slobodne izbore, na 11. kongresu SKH u prosincu 1989. izabran je za jednog od 75 članova Centralnog komiteta. U listopadu 1990. bio je jedan od potpisnika apela 55 umirovljenih generala i admirala Dalmacije i Like kojim se pozivalo na toleranciju, demokratski razgovor i mirno razrješenje krize između hrvatskih vlasti i pobunjenih Srba u Lici i sjevernoj Dalmaciji, uz protivljenje separatizmu hrvatskih Srba.

### Domovinski rat
Izbijanjem Domovinskog rata, reaktivirao se i stavio na raspolaganje Republici Hrvatskoj. 12. rujna 1991. predsjednik Republike Franjo Tuđman imenovao ga je na dužnost prvog zapovjednika Hrvatske ratne mornarice, time ujedno i osnovavši HRM. Čin admirala iz JRM formalno mu je priznat u HRM u studenome 1991. Kao zapovjednik mornarice, ušao je i u Vojni savjet Glavnog stožera oružanih snaga. Dugogodišnje iskustvo admirala Letice u vođenju i upravljanju mornaricom i raznim pomorskim snagama bilo je dragocjeno u danima osnivanja i ustrojavanja nove mornarice. Tijekom pregovora o povlačenju i primirju između jugoslavenske i hrvatske strane vođenih za vrijeme bitke za vojarne i bitke za Šibenik predstavljao je RH. U to vrijeme načelnik generalštaba JNA Veljko Kadijević upozoravao je predsjednika Tuđmana da je admiral Letica ratoborniji i "gori" po dogovor od hrvatskog ministra obrane Martina Špegelja.
Odmah se pristupilo osnivanju prvih vojnih postrojbi. Kao i ostatak Oružanih snaga RH u nastajanju, nove hrvatske pomorske snage morale su osvojiti i preuzeti baze, plovila i oružje jugoslavenskih snaga na području Hrvatske. Jugoslavenska mornarica imala je glavne baze u Puli, Šibeniku (Kuline), Splitu (Lora) i Visu, uz mnoge obalne topničke bitnice, skladišta, potkope i pristane diljem Jadrana. Prvi brod u hrvatskoj floti bio je desantno-jurišni čamac DJČ-103 koji je zaplijenjen od JRM 14. rujna, dok je bio na remontu u Veloj Luci. U akciji "Zelena tabla - Mala bara", 14./15. rujna osvojena su skladišta streljiva i naoružanja, a u Tatinjama i skladišta morskih mina čime je HRM došla do prvih snažnih oružnih sustava. Tijekom Bitke za Šibenik od 16. do 22. rujna snage 113. brigade i postrojbe PU Šibenske zarobile su u bazi Kuline 15 ratnih brodova i plovila, dok su radnici ondašnjeg Mornaričkog tehničko-remontnog zavoda Velimir Škorpik preuzeli Zavod u svoje ruke zajedno s 19 ratnih brodova i plovila. Mlade hrvatske snage su plijen od 34 plovila uspjele obraniti tijekom napada JNA na Šibenik. Premda je većina bila u lošem stanju, nedostajali su ili su bili oštećeni pogonski dijelovi i naoružanje, odmah se pristupilo njihovom osposobljavanju i opremanju pa su ti brodovi, uz nekoliko zarobljenih u pojedinačnim akcijama (npr. OB-02 Šolta), postali temelj izgradnje HRM-a. Zapoviješću admirala Letice od 24. rujna ustrojena je Ratna luka Šibenik, a 29. rujna zarobljeni brodovi ustrojeni su u Udarne pomorske snage (UPS).
Od odlučujuće važnosti za nadzor obale i priobalja bilo je preotimanje obalnog topništva JRM-a i ustrojavanje obalnih topničkih bitnica (OTB). U rujnu su osvojene bitnice na Žirju, Zečevu, na Smokvici, Marinča rat na Šolti, Ražanj na Braču, Ražnjić te Privala na Korčuli. Ustroj i popuna izvedeni su do 21. rujna, a 1. listopada od dijela topova osvojenih u Rogoznici i na otoku Šolti ustrojene su OTB Kašjuni i Duilovo u Splitu. 
U jesen 1991. na moru je vladala pomorska blokada koju je oglasila Jugoslavenska ratna mornarica i važila je opća zabrana plovidbe za sve brodove. Na srednjedalmatinskom području tu zadaću je provodila Taktička grupa (TG) "Kaštela". Kako bi spriječili JRM u korištenju ratne luke Lora u Splitu i opskrbu TG Kaštela iz te baze, Letica je 25. rujna naredio polaganje zapreke od morskih mina na ulazu u luku Lora. Ubrzo je jedna jugoslavenska barkasa naletjela na minu i potonula. Brodovi JRM su prestali koristiti Loru kao bazu, ali su unatoč tome zadržali položaje u Splitskom kanalu, blokirajući pomorski promet, a logistička potpora je organizirana s Visa i Lastova. Početkom listopada HRM je položila minsku zapreku i u Splitskim vratima. Diverzanti JRM iz baze u Divuljama planirali su njegovu likvidaciju. Admiral Letica pošto-poto želio je ukloniti brodove JRM iz unutarnjeg mora i blizine obalnog pojasa. Nakon što je priručnim torpedom potopljen jugoslavenski ophodni brod, JRM je kao odmazdu otvorila vatru po civilnim i vojnim ciljevima u Splitu. Letičinom zapoviješću "raspali!" obalno topništvo u rano jutro 15. studenoga 1991. počelo je djelovanje protiv nastupajućih brodova JRM koji su napadali grad Split, srednjodalmatinske otoke i šire splitsko područje, te vršili blokadu pomorskog prometa. Prijetnjama općeg napada na mornaričke i vojne objekte JNA u Splitu, ali i podsjećanjem da su obitelji mnogih časnika JNA među civilima u gradu, admiral Letica je utjecao na odustajanje od težeg zračnog udara JNA na Split. Sličan okršaj obalnog topništva HRM i jugoslavenskih brodova se ubrzo ponovio u sukobu u Korčulanskom kanalu. Nanijevši neprijatelju značajne gubitke i natjeravši ih na povlačenje, HRM je preuzela kontrolu nad Jadranom.
Nakon užurbanog dovršavanja i gradnje, 1992. HRM je porinula dva nova broda, raketnu topovnjaču Petar Krešimir IV i desantni brod-minopolagač Cetinu. Admiral Letica zalagao se i za gradnju dviju ili triju raketnih fregata/korveta, dok bi raketne topovnjače činile osnovicu flotile. Poticao je i rekonstrukciju i uvođenje u uporabu zarobljene podmornice Soča, preimenovane u Velebit. Nadgledao je i upravljao ustrojavanjem postrojbi mornaričkog pješaštva, koje su sudjelovale u oslobađanju južne Dalmacije i kasnije u operaciji Maslenica. 1993. položene su i kobilice za DBM Krku (porinut dvije godine poslije) i raketnu topovnjaču Dmitar Zvonimir.
U listopadu 1994. održana je združena vježba zrakoplovstva i mornarice pod nazivom "Posejdon-94", prilikom koje su s Petra Krešimira IV i Šibenika uspješno ispaljene rakete RBS-15B zarobljene od JRM. Rakete i tehnologiju je Švedska prodala Jugoslaviji netom prije rata, a kako je tijekom rata Hrvatska bila pod embargom, bez mogućnosti nabave sustava upravljanja ciljanjem, razvio se vlastiti (Fobos). Unatoč skepsi u vojnim krugovima oko sposobnosti HRM, admiral Letica inzistirao je na lansiranju raketa RBS-15. Uvođenjem raketa RBS-15 u uporabu, HRM je ostvarila prednost pred flotom VJ koja je raspolagala sličnim starijim i inferiornijim sustavima P-15 i P-21 sovjetskog podrijetla.
Nakon dovršetka operacije Oluja, admiral Letica je bio zadužen za protokol kod dolaska predsjednika države "Vlakom Slobode" u Split. Zbog uspješnog zapovijedanja ratnom mornaricom u Domovinskom ratu, 12. ožujka 1996. unaprijeđen je u najviši čin HRM-a, čin stožernog admirala, jednak činu admirala flote u drugim mornaricama. Umirovljen je odlukom Predsjednika Republike 1. lipnja 1996.

## Mirovina
Prilikom svečane proslave pete obljetnice osnutka HRM, u rujnu 1996., načelnik GS stožerni general Červenko uručio mu je Red hrvatskog pletera. Ostatak mirovine proveo je u Splitu. Bio je jedan od utemeljitelja i prvi predsjednik Udruge dragovoljaca Hrvatske ratne mornarice. U svibnju 2000. udruga i Letica ogradili su se od braniteljskog prosvjeda na splitskoj rivi, pozivajući članstvo na nesudjelovanje. Na sastanku braniteljskih udruga s kabinetom Ivice Račana povodom Dana državnosti 2000. u ime udruge najavio je predlaganje zakona kojim bi se zabranila sva fašistička simbolika i znakovlje u Republici Hrvatskoj, uključujući i grb s bijelim početnim poljem, zbog čega se dio čelnika braniteljskih udruga sukobio s njime. Založio se i za osnivanje krovne braniteljske udruge na nacionalnoj razini, istaknuvši svoje nezadovoljstvo velikim brojem udruga veterana, dragovoljaca i invalida Domovinskog rata, kazavši kako mnoge od njih za cilj nemaju dobrobit branitelja, već osobni probitak njihova vodstva. U listopadu 2000., nakon što je predsjednik Mesić zbog miješanja u politiku umirovio sedam visokih časnika OSRH koji su javnosti i državnom vrhu uputili otvoreno pismo kritizirajući vladu, admiral Letica izrazio je punu podršku tom potezu. Otvoreno pismo je ocijenio rezultatom akcije "rigidnih desničarskih snaga HDZ-a" usmjerene protiv državnog vrha i s namjerom "stvaranja ozračja kaosa".
Preminuo je u 76. godini u Splitu, u studenom 2001. Pokopan je s najvišim vojnim i državnim počastima na splitskom groblju Lovrinac.

## Privatni život
Njegov sin Ante Letica obavještajni je djelatnik, 2007. nalazio se na položaju načelnika sektora protuobavještajne službe SOA-e. Admiralov nećak, sin Letičine sestre Mile (r. 1928.) je dr. Mirando Mrsić, liječnik, bivši ministar rada i mirovinskog sustava (2011. – 2015.) i saborski zastupnik. Admiral flote Letica nije bio u rodu s ekonomistom Slavenom Leticom (također iz Podgore).
Admiral Letica bio je i strastveni lovac.

## Ostavština
- Svečanu odoru stožernog admirala, jedinstveni primjerak, zajedno s Letičinim osobnim zabilješkama, zapisima, fotografijama i drugim predmetima obitelj Letica 2002. poklonila je Hrvatskom pomorskom muzeju u Splitu.[38][39]
- Letičin prijatelj, akademski slikar Dalibor Parać, između 1985. i 1988. izradio je medalju s portretom admirala Letice.[40]
- Povodom obilježavanja Dana mornarice 2014. viceadmiral Urlić pozvao je splitskoga gradonačelnika na imenovanje jedne od ulica po admiralu flote Letici.[41]

## Činovi
- kontraadmiral (22. prosinca 1974.)[42]
- viceadmiral (22. prosinca 1979.)[43]
- admiral (10. rujna 1986.,[44] 26. studenog 1991.[45])
- stožerni admiral (12. ožujka 1996.)

## Odlikovanja
Jugoslavija
| Orden zasluga za narod sa zlatnom zvijezdom |
| Orden narodne armije s lovorovim vijencem   |

Republika Hrvatska
| Red kneza Trpimira s ogrlicom i Danicom |
| Red kneza Domagoja                      |
| Red bana Jelačića                       |
| Red hrvatskog trolista                  |
| Red hrvatskog pletera                   |
| Spomenica domovinskog rata              |
| Spomenica domovinske zahvalnosti        |